# Maija Tīruma
Maija Tīruma (Riga, URSS, 28 de noviembre de 1983) es una deportista letona que compitió en luge en la modalidad individual. Su hermana Elīza también compitió en luge.
Ganó dos medallas de bronce en el Campeonato Mundial de Luge, en los años 2008 y 2009, y una medalla de oro en el Campeonato Europeo de Luge de 2008.

## Palmarés internacional
| Campeonato Mundial | Campeonato Mundial           | Campeonato Mundial | Campeonato Mundial |
| Año                | Lugar                        | Medalla            | Prueba             |
| ------------------ | ---------------------------- | ------------------ | ------------------ |
| 2008               | Oberhof (Alemania)           | Medalla de bronce  | Equipo             |
| 2009               | Lake Placid (Estados Unidos) | Medalla de bronce  | Equipo             |
| Campeonato Europeo |                              |                    |                    |
| Año                | Lugar                        | Medalla            | Prueba             |
| 2008               | Cesana (Italia)              | Medalla de oro     | Equipo             |